# Sympodium tamatavense
Sympodium tamatavense is een zachte koraalsoort uit de familie Xeniidae. De koraalsoort komt uit het geslacht Sympodium. Sympodium tamatavense werd in 1907 voor het eerst wetenschappelijk beschreven door Cohn. 